# Познанский, Михаил Игнатьевич
Михаи́л Игна́тьевич Позна́нский (30 июля 1871, Нижний Новгород — неизвестно, предположительно июль 1919, Усть-Каменогорск) — полковник Отдельного корпуса жандармов, начальник Иркутского и Самарского губернских жандармских управлений.

## Биография

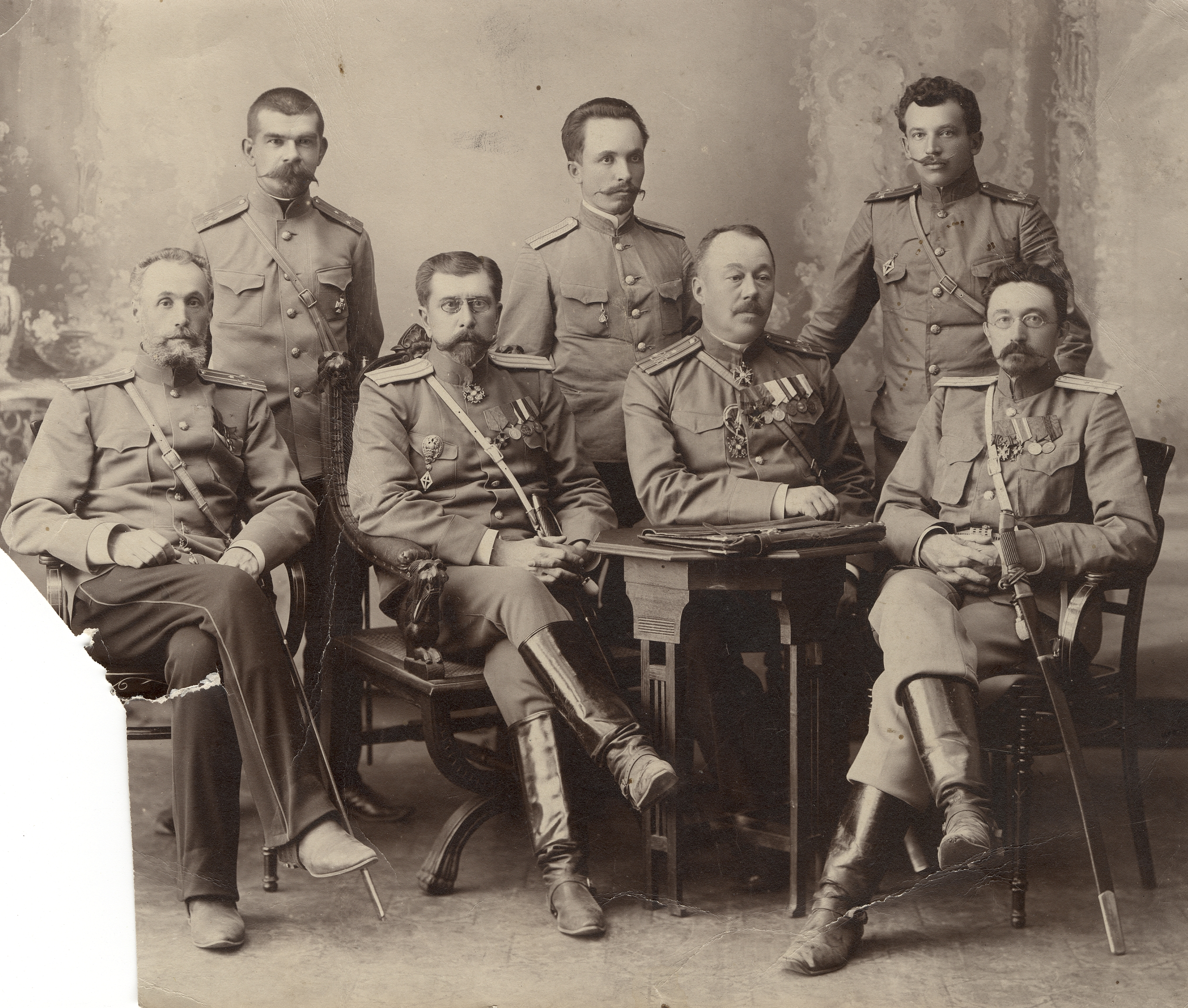
Полковник М.И.Познанский (за столиком) и чины иркутской жандармерии. Начало XX века

Сын кадрового военного Игнатия Николаевича Познанского. Окончил Нижегородский Аракчеевский кадетский корпус. Поступил на службу 30 августа 1890 года. Продолжил обучение, окончив 2-е военное Константиновское училище, по окончании которого в чине подпоручика 5 августа 1891 поступил на службу в 40-й пехотный Колыванский полк. 5 августа 1895 года произведён в поручики.
Пойдя по стопам отца перевёлся в Отдельный корпус жандармов. 6 декабря 1901 года произведён в штабс-ротмистры, а через год 6 декабря 1902 в ротмистры.
Был начальником пешей жандармской команды полицейского управления Китайско-Восточной железной дороги. Во время русско-японской войны был в Порт-Артуре. Находился в распоряжении полевого штаба наместника его императорского величества с 5 (18) марта 1904 по 24 марта (6 апреля) 1905 года. Заведовал велосипедно-санитарным отрядом, набранным из добровольцев. За боевые отличия неоднократно был награждён и произведён в подполковники (15 (28) января 1905 г.) После сдачи Порт-Артура Познанский был назначен помощником начальника Московского губернского жандармского управления. С 1907 года — в резерве Санкт-Петербургского губернского жандармского управления.
В 1909 году получил чин полковника и назначен главой Иркутского губернского жандармского управления. На этом посту он пробыл до 1912 года, после чего был переведён в Самару, где возглавил местное губернское жандармское управление. На этом посту он борется как с внутренними врагами — различного рода революционерами (так он лично допрашивал Валериана Куйбышева), так и с внешними — многочисленными иностранными шпионами, заполнившими Россию перед Первой мировой войной. Под его руководством как австрийские шпионы были изобличены создатель Жигулёвского пивоваренного завода Альфред фон Вакано и его сын Владимир.
После Февральской революции Михаил Познанский совместно с другими старшими офицерами жандармского управления был арестован. Сохранилось письмо его жены:
«Господину прокурору Саратовской судебной палаты… Муж мой томится в тюрьме, вопреки требованию временного Правительства и без предъявления обвинения… Я прошу позволить увезти из тюремной больницы живым, пока это ещё возможно. Совершенно больная сама и нравственно истерзанная, я теряю последние силы, веру в людей и конечное торжество справедливости. Валентина Познанская».
Однако не скоро Михаил Игнатьевич вышел на свободу. Даже после просьбы комиссара юстиции СНК РСФСР Штейнберга председатель исполнительного комитета, гласный Самарской городской думы Брушвит отказался его освободить. В марте 1918 года по распоряжению начальника самарского революционного трибунала Франциска Венцека из тюрьмы выпустили всех жандармских и полицейских офицеров кроме Михаила Познанского. Однако содержался он в довольно комфортных условиях в камере тюремной больницы. После взятия Самары чешским корпусом представители КОМУЧ, посещавшие с инспекцией самарские тюрьмы в начале лета 1918 года с удивлением писали:
 «Как же так? Жена Венцека, Дерябина, лежит в общей камере, больная от туберкулёза, а полковник Познанский — в чистой палате тюремной больницы».
Только 20 июля 1918 года по распоряжению начальника чешской контрразведки полковника Рабенды Михаил Игнатьевич вышел на свободу. Он поступил на воинскую службу на должность начальника велосипедной команды. Сохранился исторический документ — квитанция о частичном погашении взятой им на ремонт велосипедов ссуды. А после взятия в октябре 1918 года Самары частями Красной Армии никаких достоверных сведений о Познанском не имеется.
По ряду сведений полковник Познанский погиб в июле 1919 года в ходе восстания политзаключённых Усть-Каменогорской тюрьмы против колчаковских войск. Однако пока точно не известно, был ли погибший Михаилом Игнатьевичем или его однофамильцем.

## Награды
- Орден Святого Станислава 3-й степени;
- Орден Святой Анны 4-й степени (1905);
- Орден Святой Анны 3-й степени с мечами и бантом (1905);
- Орден Святого Станислава 2-й степение с мечами (1905);
- Орден Святой Анны 2-й степени с мечами (1905);
- Орден Святого Владимира 4-й степени (1908);

## Семья
Отец Игнатий Михайлович Познанский происходил из дворян Полтавской губернии, служил начальником нижегородского губернского жандармского управления. Старший брат Михаила, Николай трагически погиб в 1878 году, обстоятельства его смерти послужили поводом для весьма громкого судебного разбирательства. Сестра Надежда была талантливой пианисткой, вышла замуж за Алексея Ермолаевича Эверта, впоследствии генерала, командующего фронтом в ходе Первой мировой войны.
В 1906 году Михаил Иванович женился на Валентине Николаевне Загариной, у них родилась дочь.

## Память
Михаил Игнатьевич Познанский упоминался в литературных произведениях. Сначала о нём и его отце писал Максим Горький:

Меня отвели на допрос к самому генералу Познанскому и вот он, хлопая багровой, опухшей рукою по бумагам, отобранным у меня, говорит всхрапывая:
— Вы тут пишете стихи и вообще… Ну, и пишите. Хорошие стихи — приятно читать…
Мне тоже стало приятно знать, что генералу доступны некоторые истины. Я не думал, что эпитет «хорошие» относится именно к моим стихам. Но в то же время далеко не все интеллигенты могли бы согласиться с афоризмом жандарма о стихах.
… Лет через десять после забавного знакомства с генералом, я, арестованный, сидел в Нижегородском жандармском управлении, ожидая допроса. Ко мне подошёл молодой адъютант и спросил:
— Вы помните генерала Познанского? — Это мой отец. Он умер, в Томске. Он очень интересовался вашей судьбой, — следил за вашими успехами в литературе и, нередко, говорил, что он первый почувствовал ваш талант. Не задолго до смерти он просил меня передать вам медали, которые нравились вам, — конечно, если вы пожелаете взять их…
Я был искренне тронут. Выйдя из тюрьмы, взял медали и отдал их в Нижегородский музей.— М. Горький. Автобиографические рассказы. «Время Короленко»
Также Познанский был выведен в качестве персонажа романа Александра Степанова «Порт-Артур»: « — Это молодой жандарм, поручик Познанский, — разглядел в щёлку старик. — Он обязательно ворвется в дом. Захочет отличиться. Будь с ним особенно осторожна…». Есть в романе и другая его характеристика: «…Крепостным жандармам, ротмистру Микеладзе, ввиду его общепризнанной глупости, хватит и пятидесяти рублей в месяц, зато поручику Познанскому, как особо вредному и жадному, меньше сотни платить нельзя». Однако Степанов явно исказил его характер, как делал это и с другими историческими персонажами.